# Whoa, Nelly!
Whoa, Nelly! ist das Debütalbum der portugiesisch-kanadischen Sängerin Nelly Furtado. Es wurde am 24. Oktober 2000 veröffentlicht.

## Entstehungsgeschichte
Nelly Furtado ist alleinige Autorin der meisten Titel, bei den übrigen Nummern hat sie die Texte zusammen mit Gerald Eaton und Brian West verfasst. Ein Teil der Lieder war bereits in früheren Sessions mit Track & Field entstanden, noch bevor Furtado ihren Plattenvertrag bei DreamWorks hatte.
Auf dem Album werden verschiedene musikalische Stilrichtungen (Popmusik, Hip-Hop, Contemporary R&B) vermischt. Die Zeitschrift Slant bezeichnete Whoa, Nelly! als „ein erfrischendes und stärkendes Gegengift zu der Masse an Pop-Prinzessinnen und Rap-Metal-Bands, die zu Beginn des Jahrtausends die Gewalt über die Pop-Musik erlangt hatten.“
Das „Whoa“ im Titel entspricht im Deutschen dem „Brr“, einem an Zug- oder Reittiere gerichteten Befehl zum Anhalten. Der Ausspruch „Whoa, Nelly!“ wird dem Sportkommentator Keith Jackson zugeschrieben. Auch Roy Rogers nutzte den Ausspruch in mehreren Filmen, in denen er auf einem störrischen Esel reitet.

## Bedeutung
In den ersten Monaten nach der Veröffentlichung blieb das Album weitgehend unbeachtet, doch mit Furtados wachsendem Bekanntheitsgrad (nicht zuletzt durch die beiden Hits I’m Like a Bird und Turn Off the Light) stiegen auch die Verkaufszahlen deutlich an. Im Frühjahr 2001 nahm Furtado als Headliner an der Burn-In-The-Spotlight-Tour teil, was dem Album zusätzliche Aufmerksamkeit brachte. Whoa, Nelly! erlangte in zahlreichen Ländern Gold- und Platinstatus und hat sich weltweit über 6,5 Mio. Mal verkauft.
Für die Grammy-Verleihung 2002 erhielt das Album vier Nominierungen. Furtados Debütsingle I’m Like a Bird gewann den Grammy in der Kategorie Best Female Pop Vocal Performance.

## Titelübersicht
1. Hey, Man! (Furtado) – 4:10
2. Shit on the Radio (Remember the Days) (Furtado) – 3:54
3. Baby Girl (Eaton, Furtado, West) – 3:46
4. Legend (Eaton, Furtado, West) – 3:34
5. I’m Like a Bird (Furtado) – 4:03
6. Turn Off the Light (Furtado) – 4:36
7. Trynna Finda Way (Eaton, Furtado, West) – 3:34
8. Party (Eaton, Furtado, West) – 4:02
9. Well, Well (Furtado) – 3:00
10. My Love Grows Deeper, Pt. 1 (Eaton, Furtado, West) – 4:23
11. I Will Make U Cry (Furtado) – 3:59
12. Scared of You (Furtado) – 6:09[7]

Bonustracks (Enhanced Version)
- Onde Estás
- I’m Like a Bird (Video)
- Turn Off the Light (Video)

Bonustracks (Limited 2CD Pack)
- I’m Like a Bird (Acoustic)
- My Love Grows Deeper (Non LP-Version)
- I Feel You
- I’m Like a Bird (Nelly vs. Asha)
- Shit on the Radio (Dan The Automator Remix)

## Singleauskopplungen
Aus dem Album wurden die Singles I’m Like a Bird, Turn Off the Light, Shit on the Radio (Remember the Days) (das „Shit“ wurde in manchen Ländern zensiert und durch drei Punkte ersetzt), Hey, Man! (als Remix in Deutschland und Großbritannien), Trynna Finda Way (in Mexiko und Südamerika) sowie Legend (in Südafrika) ausgekoppelt.
Das Lied Party wurde unter dem Titel Party’s Just Begun (Again) bereits Ende 1999 exklusiv in den USA veröffentlicht, war aber nur als limitierte 12"-LP Promo-Vinyl und auf dem Soundtrack zum Kinofilm Brokedown Palace erhältlich; auf Whoa, Nelly! ist ein Remix der ursprünglichen Version vertreten.

## Kommerzieller Erfolg

### Chartplatzierungen

#### Album
| ChartsChartplatzierungen       | Höchstplatzierung | Wochen |
| ------------------------------ | ----------------- | ------ |
| Deutschland (GfK)              | 14 (50 Wo.)       | 50     |
| Kanada (MC)                    | 2 (26 Wo.)        | 26     |
| Österreich (Ö3)                | 37 (42 Wo.)       | 42     |
| Schweiz (IFPI)                 | 6 (49 Wo.)        | 49     |
| Vereinigte Staaten (Billboard) | 24 (79 Wo.)       | 79     |
| Vereinigtes Königreich (OCC)   | 2 (50 Wo.)        | 50     |

| ChartsJahrescharts (2001)    | Platzierung |
| ---------------------------- | ----------- |
| Deutschland (GfK)            | 46          |
| Schweiz (IFPI)               | 26          |
| Vereinigtes Königreich (OCC) | 26          |

| ChartsJahrescharts (2002)      | Platzierung |
| ------------------------------ | ----------- |
| Vereinigte Staaten (Billboard) | 89          |

#### Singles
| Jahr | Titel                                 | Höchstplatzierung, Gesamtwochen, AuszeichnungChartplatzierungen (Jahr, Titel, , Platzierungen, Wochen, Auszeichnungen, Anmerkungen) | Höchstplatzierung, Gesamtwochen, AuszeichnungChartplatzierungen (Jahr, Titel, , Platzierungen, Wochen, Auszeichnungen, Anmerkungen) | Höchstplatzierung, Gesamtwochen, AuszeichnungChartplatzierungen (Jahr, Titel, , Platzierungen, Wochen, Auszeichnungen, Anmerkungen) | Höchstplatzierung, Gesamtwochen, AuszeichnungChartplatzierungen (Jahr, Titel, , Platzierungen, Wochen, Auszeichnungen, Anmerkungen) | Höchstplatzierung, Gesamtwochen, AuszeichnungChartplatzierungen (Jahr, Titel, , Platzierungen, Wochen, Auszeichnungen, Anmerkungen) | Höchstplatzierung, Gesamtwochen, AuszeichnungChartplatzierungen (Jahr, Titel, , Platzierungen, Wochen, Auszeichnungen, Anmerkungen) | Anmerkungen                            |
| Jahr | Titel                                 | DE | AT | CH | UK | US | CA | Anmerkungen                            |
| ---- | ------------------------------------- | --- | --- | --- | --- | --- | --- | -------------------------------------- |
| 2001 | I’m Like a Bird                       | DE41 (16 Wo.)DE | AT41 (15 Wo.)AT | CH17 (31 Wo.)CH | UK5 Gold · (17 Wo.)UK | US9 (25 Wo.)US | CA1 (… Wo.)CA | Erstveröffentlichung: 24. Oktober 2000 |
| 2001 | Turn Off the Light                    | DE31 (16 Wo.)DE | AT22 (20 Wo.)AT | CH2 Gold · (28 Wo.)CH | UK4 (11 Wo.)UK | US5 (25 Wo.)US | CA7 (… Wo.)CA | Erstveröffentlichung: 2. Juli 2001     |
| 2002 | Shit on the Radio (Remember the Days) | DE67 (7 Wo.)DE | AT48 (8 Wo.)AT | CH43 (11 Wo.)CH | UK18 (7 Wo.)UK | — | CA14 (… Wo.)CA | Erstveröffentlichung: 14. Januar 2002  |
| 2002 | Hey, Man!                             | — | — | — | — | — | CA20 (… Wo.)CA | Erstveröffentlichung: 16. Juli 2002    |

### Auszeichnungen für Musikverkäufe
| Land/Region                  | Auszeichnungen für Musikverkäufe (Land/Region, Auszeichnung, Verkäufe) | Verkäufe  |
| ---------------------------- | ---------------------------------------------------------------------- | --------- |
| Australien (ARIA)            | 2× Platin                                                              | 140.000   |
| Belgien (BRMA)               | Gold                                                                   | (25.000)  |
| Dänemark (IFPI)              | Gold                                                                   | (25.000)  |
| Deutschland (BVMI)           | Gold                                                                   | (150.000) |
| Europa (IFPI)                | 2× Platin                                                              | 2.000.000 |
| Irland (IRMA)                | 2× Platin                                                              | (30.000)  |
| Kanada (MC)                  | 4× Platin                                                              | 400.000   |
| Mexiko (AMPROFON)            | Gold                                                                   | 75.000    |
| Neuseeland (RMNZ)            | 3× Platin                                                              | 45.000    |
| Niederlande (NVPI)           | Gold                                                                   | (40.000)  |
| Norwegen (IFPI)              | Gold                                                                   | (25.000)  |
| Schweiz (IFPI)               | Platin                                                                 | (50.000)  |
| Südafrika (RISA)             | 2× Platin                                                              | 100.000   |
| Vereinigte Staaten (RIAA)    | 2× Platin                                                              | 2.500.000 |
| Vereinigtes Königreich (BPI) | 2× Platin                                                              | (600.000) |
| Insgesamt                    | 6× Gold · 20× Platin ·                                                 | 5.260.000 |

Hauptartikel: Nelly Furtado/Auszeichnungen für Musikverkäufe